# Birgitte Tufte
Birgitte Tufte (31. marts 1939 – 13. juli 2013) var en dansk professor, mag.art., dr.pæd., ved Copenhagen Business School, forfatter samt ophavskvinde til den kulturhistoriske skole – at man skal inddrage elevernes hverdag i skolen. Hun er bl.a. kendt for at stå bag den meget brugte Zigzag-model i medieundervisning i skolen.
12. oktober 2009 blev hun Ridder af Dannebrog.
Hun er begravet ved Agunnaryd kirke i Småland i Sverige.[kilde mangler]

## Udgivelser
- Børnekultur – et begreb i bevægelse. ISBN 87-500-3718-8
- Tv på tavlen, om børn, skole og medier. ISBN 87-500-3475-8